# Bang & Olufsen
Bang & Olufsen è un'azienda danese specializzata nella produzione di apparecchi audio alta fedeltà e televisori. È stata fondata nel 1925 da Peter Bang e Svend Olufsen, dai quali l'azienda prende il nome. La produzione aziendale è caratterizzata da un design particolare e riconoscibile.
È stata presente anche nel settore dei telefoni cellulari fino al 31 ottobre 2008 quando sospese la partnership con Samsung, iniziata nel secondo semestre del 2006, con la quale aveva prodotto i modelli Serene e SGH U600.

## Bang & Olufsen in Italia
I primi prodotti - componenti - della B&O furono importati e venduti in Italia dalla Prod-El di Milano, e successivamente commercializzati attraverso altri canali. Per l'apertura della filiale italiana di Bang & Olufsen occorre attendere il 1996, anno in cui si concretizza l'acquisizione - da parte della multinazionale danese -  del precedente importatore e distributore italiano: Dodi Spa. Francesco Ciccolella segue l'acquisizione e diventa il primo Amministratore Delegato di Bang & Olufsen Italia Spa fino al 2000, quando viene promosso alla direzione mondiale del marketing nella sede centrale di Struer dove crea Storylab, il primo laboratorio di comunicazione aziendale al mondo basato sui principi dello storytelling. Gli succede Francesco Canale, già in B&O dal 1993, che sviluppa il fatturato in Italia da 11 Mln di euro del 2000 ai 31 nel 2008, aprendo 70 negozi flagship.

## Diffusori
Tutti i suoi prodotti hanno come prefisso l'acronimo Beo, che richiama quello dell'azienda.
La produzione attuale di diffusori è divisa in 3 principali settori: 
- Diffusori completi, quindi dotati di frequenze alte, medie e basse:
  - BeoLab 90: diffusori con le tecnologie più avanzate dell'azienda; sono dotati di un sistema a ultrasuoni che rileva le dimensioni della stanza e la posizione del diffusore stesso e si regola di conseguenza. Dotate anche di Adaptive Bass Control (ABC) e di Acoustic Lens Technology (ALT) che sono delle lenti acustiche poste sulla sommità del diffusore che permettono una diffusione omogenea a 360° delle frequenze alte. Gli amplificatori bassi sono due, da 1000 W ognuno e i medi e i tweeters da 250 ognuno (ICEPower).
  - BeoLab 9: sono i diffusori completi di B&O che hanno tecnologie simili alle BeoLab 5. Hanno il sistema Acoustic Lens Technology e Adaptive Bass Control. L'Acoustic Lens Technology delle Beolab 9 diffondono il suono a 180°. Frequenze basse: 500 W, Midrange e Tweeters: 100 W ognuno.
  - BeoLab 14: diffusori con Subwoofer e amplificatore e satelliti passive. Disponibile con 2-4-6 satelliti. Alti: 140 W. Bassi 240 W.
  - BeoLab 18: le maggiori differenze sono: la compatibilità WiSA, quindi Wireless, e amplificatori di nuova generazione. Amplificatori alti: 160 W. Midrange: 160 W. Bassi 2x160 W.
  - BeoLab S8: diffusori molto simili a BeoLab 14. Caratteristiche simili ma più economiche.
- Diffusori con frequenze medio-alte (i quali per ottenere un suono completo necessitano di un Subwoofer):
  - BeoLab 3: diffusori con amplificatori di tipo ICEPower. 160 W sia di alti che di bassi.
  - BeoLab 4 & 4 PC: diffusori di piccola dimensione idonei da collegare ad un pc e da tenere sulla scrivania. 35 W sia di alti che di bassi.
  - BeoLab 12: diffusori con design particolare. Disponibile in 3 versioni. 160 W di frequenze basse, 80 W di frequenze medio- alte.
  - BeoLab 15&16: diffusori predisposti per essere inseriti nel muro. BeoLab 15: Frequenze Alte. BeoLab 16: Frequenze Basse-Medie.
  - BeoLab 17: diffusore con frequenze basse e tweeter con 160 W di amplificazione per canale. Caratteristiche: Adaptive Bass Linearization (ABL) Adatta in modo costante la risposta dei bassi al segnale di ingresso, migliorando significativamente le prestazioni dei bassi, senza il rischio di danneggiare il driver. Adattamento all'ambiente. L'interruttore a tre posizioni, regola la risposta dei bassi del diffusore in base al suo posizionamento all'interno della stanza. Protezione termica. Le temperature vengono costantemente controllate per mantenere sempre le prestazioni del diffusore ai massimi livelli - Linea di accensione e spegnimento automatici per il collegamento di apparecchiature di altri brand.
  - BeoLab 18: diffusore con design molto particolareggiato e dettagliato. Frequenze basse e alte con 160 W di amplificazione per canale. Caratteristiche: Adaptive Bass Linearization (ABL) Adatta in modo costante la risposta dei bassi al segnale di ingresso, migliorando significativamente le prestazioni dei bassi, senza il rischio di danneggiare il driver. Adattamento all'ambiente. L'interruttore a tre posizioni, regola la risposta dei bassi del diffusore in base al suo posizionamento all'interno della stanza. Protezione termica. Le temperature vengono costantemente controllate per mantenere sempre le prestazioni del diffusore ai massimi livelli - Linea di accensione e spegnimento automatici per il collegamento di apparecchiature di altri brand.
  - BeoVox 2: diffusori simile a BeoLab 15/16. Predisposizione per essere inseriti nel muro.
  - BeoLab 3500: SoundBar che può essere venduta stand-alone senza ausilio di alcun altro dispositivo.
  - BeoLab 4000: diffusori solitamente venduti in coppia, design semplice ma a sua volta particolare; spesso utilizzate tutti i giorni: es. ristoranti, bar, uffici ecc.
- Diffusori con frequenze basse, chiamati anche Subwoofer, sono prodotti che vengono affiancati ad altri diffusori con frequenze alte o medio-alte per ottenere una frequenza bassa più potente e definita:
  - BeoLab 10: diffusore disegnato per essere aggiunto ai BeoVision. Ideato per completare un sistema Home Theatre.
  - BeoLab 11: subwoofer dal design caratteristico. Frequenze basse con doppio amplificatore da 160 W (320 W totali).
  - BeoLab 19: subwoofer dal design caratteristico. Frequenze basse con doppio amplificatore da 160 W (320 W totali).

## Sistemi Audio / Hi- Fi
Una parte della gamma di impianti audio è composta da:
- BeoSound 9000: Un impianto audio HI-FI collegato a qualsiasi televisore dopo il BeoVision 1LS. Può supportare 2 diffusori (tranne portatili) tramite le connessioni powerlink. Ha una capacità di 6 CD. È disponibile in 3 versioni: una classifica: grigio e 2 edizioni limitate: nero o bianco (solo 1500 pezzi creati per il bianco e altrettanti per il nero)

Ormai l’impianto è fuori produzione; data del disegno: 1993
- BeoSound Moment: Un impianto Hi-Fi simile al BeoSound 5 Encore ma con una nuova interfaccia. È composto da un tablet touch da 7" con schermo ad alta risoluzione con tecnologia IPS in legno e metallo ed una base in metallo. È compatibile con la tecnologia WiSa (Wireless Immaculate Sound) ed è dotato di connessione WiFi per Deezer e TuneIn Radio. Il dispositivo è anche dotato di connessione Bluetooth per riprodurre sullo stereo la musica da un qualsiasi dispositivo dotato di connessione Bluetooth. Dispone di DLNA e di ingresso AUX-IN (tramite RCA).
- BeoSound Essence: è uno stereo/telecomando. Ha diverse funzionalità: trasmette la musica da diverse piattaforme, come DLNA, AirPlay ed altre, agli speaker ad esso collegati. Oltre a ciò fa anche da telecomando per l'impianto.
- BeoSound 5 Encore: Un impianto Hi-Fi con uno schermo da 10.4" TFT con regolazione luminosità automatica, non è touch ma bensì ha due ghiere: una per il volume e una per muoversi nei menu oltre ad un puntatore con effetto laser. Ha diverse connettività tra cui DLNA, AirPlay, porte USB e aux per connettere facilmente ogni tipo di dispositivo, oltre alle migliaia di canali WebRadio a cui è possibile accedere tramite la rete internet domestica. Differisce dal BeoSound 5 perché è prodotto Stand-Alone, cioè funziona senza il bisogno di ulteriori prodotti di B&O. Attualmente il prodotto è uscito di produzione a causa della scarsa richiesta mentre la versione "completa" è ancora in produzione e in continuo miglioramento.
- BeoSound 5: Un sistema Hi-FI con le stesse caratteristiche tecniche del modello Encore con una particolarità in più : ha un computer vero e proprio esterno all'unità video. Il computer denominato "BeoMaster 5" viene venduto insieme al BeoSound 5. Questa versione ha meno connessioni dirette ma ha un hard disk da 1 terabyte utilizzabile per salvare la propria musica oltre alle migliaia di canali WebRadio a cui è possibile accedere tramite la rete internet domestica. Questo prodotto dà anche la possibilità di utilizzare il proprio account Spotify Premium, infatti il sistema operativo è stato adattato per l'utilizzo di questo servizio con un menu dedicato. Separatamente è possibile acquistare anche un'unità cd/DVD denominata "Cd Ripping Unit" che facilita la copia dei cd sul disco di archiviazione interno del BeoMaster 5, oltre a ciò l'unità può essere utilizzata per riprodurre un cd.
- BeoLit 15: Sistema audio utilizzabile con qualsiasi dispositivo DLNA, AirPlay o bluetooth. Basta connettersi al BeoLit 15 per avere immediatamente tutta la sua potenza. Nuova versione del BeoLit 12.
- BeoPlay A8: Sistema audio ottimizzato per iPhone e iPod. Piccole casse potenti.
- BeoPlay A2: speaker Bluetooth portatile dotato di una batteria duratura al Litio. Connessioni: Bluetooth e AUX-IN. Ricarica tramite USB. Potenza di picco: 180 W.

## Televisori
Alcuni televisori sono:
Fuori produzione :
- BeoVision 1/1LS/ BeoCenter 1: Televisore a onde catodiche, 720p, 27", design tuttora appartenente alla top 10 B&O,[quale??] collegabile a qualsiasi diffusore o qualsiasi impianto audio. La versione BeoCenter 1 ha il lettore DVD incorporato. Ormai è fuori produzione.
- Beovision Avant crt : Tv a tubo catodico 28" e 32" pollici con lettore videocassette incorporato.
- BeoVision V1: Televisore LCD da 32" Full HD
- BeoVision 4: Televisore al plasma Full HD 3D (con occhiali). Disponibile da 85" e 103"
- Beovision 5 : Tv al plasma
- BeoVision 7: Televisore LCD TFT da 32"-40"-55" Full HD
- Beovision 8 :
- BeoVision 10: Televisore LCD TFT da 32" Full HD
- BeoVision 11: Televisore LCD da 40/46/55". BeoVision 11 è dotato di modulo decoder surround digitale che eroga fino a 12 canali audio utilizzando il processore TrueImage™ di Bang & Olufsen. La tecnologia TrueImage™gestisce in modo dinamico il mix di segnali audio per far corrispondere il numero di canali audio nel segnale entrante al numero di diffusori disponibili che consentono di ottenere notevoli prestazioni sonore.
- BeoVision 12: Televisore al plasma da 65". SmartTV.
- BeoSystem 4: BeoSystem 4 è stato progettato da David Lewis Designer, Torsten Valeur per essere posizionato in un rack da 19'. Viene proposto con una staffa da parete e la parte frontale in alluminio per un posizionamento visivo più elegante, se necessario. Anche se BeoSystem 4 ha un ruolo centrale in una configurazione con BeoVision 12, è anche un prodotto molto importante per quei clienti che integrano nelle loro installazioni schermi di altre marche e configurazioni con proiettori. In queste configurazioni BeoSystem 4 offre numerosi vantaggi.
- Beovision 14 :
- Beovision Horizon :
- BeoVision Avant: 2014 : Televisore 4K UHD 3D con audio surround integrato. Disponibile da 55", 75" e 85". Per tutte le dimensioni è disponibile uno stand da pavimento motorizzato, mentre solo per il 55" è disponibile anche uno stand da tavolo.
- In Produzione 2024 :
- Beovision Countour :
- Beovision Harmony :
- Beovision Theathre :

## Cuffie
La gamma attuale di cuffie marchiate B&O è composta da:
- BeoPlay Form 2i: Cuffie sottili e leggere On-Ear dal sound potente e dotate di microfono. Ottime per l'uso quotidiano.
- BeoPlay Earset 3i: Earset ergonomico con supporto per utilizzo sportivo. Suono di qualità.
- BeoPlay H2: Cuffie On-Ear confortevoli, dotate di microfono e leggere.
- BeoPlay H3: Cuffie In-Ear morbide, confortevoli e potenti. Perfette per l'uso quotidiano.
- BeoPlay H4
- BeoPlay H5
- BeoPlay H6: Cuffie Over-Ear pregiate e rivestite in pelle. Disponibili in diversi colori.
- BeoPlay H8: Cuffie Bluetooth On-Ear di altissima qualità. Dotate del sistema Noise-Cancelling attivo. Fra le più leggere nella loro categoria. Disponibili in diversi colori.
- BeoPlay H9: Cuffie Bluetooth On-Ear di altissima qualità. Dotate del sistema A.N.R. attivo. Leggere. Disponibili in due colori.
- BeoPlay H9i
- BeoPlay HX
- Beoplay H95

## Sistemi audio per auto
Attualmente la B&O ha sviluppato sistemi audio ad-hoc per i seguenti marchi:
- BMW
  - X6
  - X5
  - Serie 5
  - Serie 6
  - Serie 7
- Mercedes-AMG
  - Classe CLS
  - Classe E
  - Classe GL
  - Classe M
  - Classe SL
  - Classe SLS
- Audi
  - R8
  - Q5
  - Q7
  - Q8
  - TT
  - A3
  - A4
  - A6
  - A7
  - A8
- Aston Martin
  - Vanquish
  - Vantage
  - Rapide
  - DB9
  - DBS
  - Virage
  - One-77
  - V12 Zagato
- Ford
  - Fiesta 7ª serie
  - Focus 4ª generazione
  - Nuova Ford Puma

## Galleria d'immagini

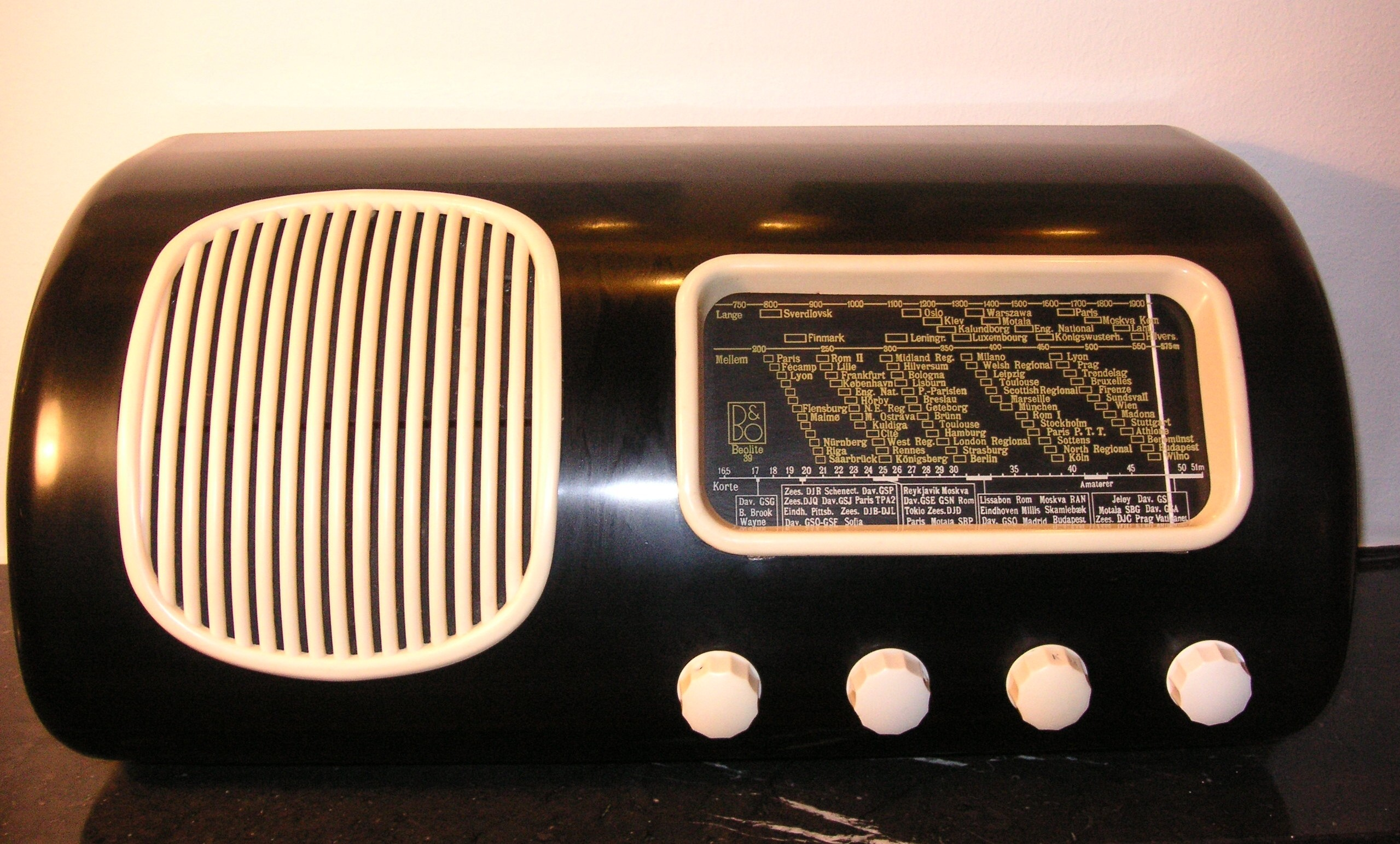
Sinto-amplificatore B&O in bachelite
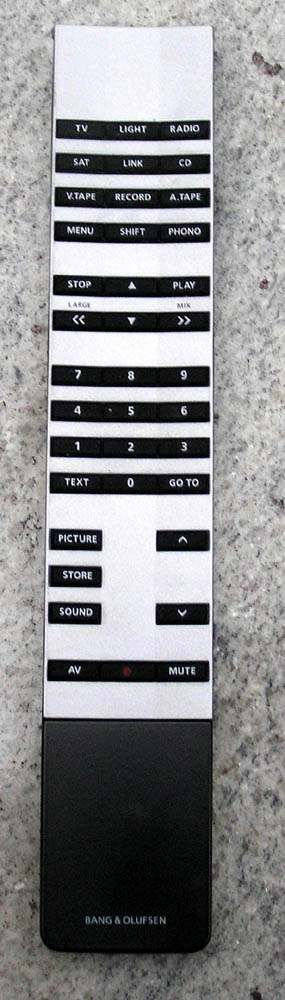
Vecchio Telecomando B&O